# Slipknot
Slipknot (engl. Henkersknoten) ist eine US-amerikanische Metal-Band aus Des Moines, Iowa, die 1995 gegründet wurde. Sie zählt zu den erfolgreichsten Metalbands der Welt. Ein besonderes Merkmal der Band sind gesichtverhüllende Masken; bis zum 2014 erschienenen Album ".5:The Gray Chapter" trugen alle Bandmitglieder zudem noch einheitliche Overalls.

## Geschichte

### 1992–2000: Gründung undSlipknot
Die Ursprünge von Slipknot sind die Basement Sessions von 1992, die im Keller von Paul Gray mit dem Sänger Anders Colsefni aufgenommen wurden. Slipknot hieß ursprünglich The Pale Ones, wurde jedoch nach dem Lied Slipknot, das sich mit dem Slipknoten befasst, umbenannt. Der damalige Sänger Anders Colsefni (bürgerlich Andrew Rouw), ein Mitbegründer der Band, verließ jedoch 1997 Slipknot und gründete 1998 die Band Painface. Im Rahmen einer Session entstand bereits ein Teil der Lieder, die auf dem späteren Demo-Album Mate. Feed. Kill. Repeat. aus dem Jahr 1996 mit Sänger Anders Colsefni zu hören sind. Dieses auf nur 1000 Kopien limitierte Album erweckte das Interesse mehrerer großer Musiklabels. 1999 wurde unter Roadrunner Records ihr Debütalbum „Slipknot“ veröffentlicht. Obwohl der harte, aggressive Sound der Band eine eher geringe Verbreitung über Radiosender und das Musikfernsehen zur Folge hatte, verkaufte sich das Album sehr gut. Auch durch ihre spektakulären Bühnenauftritte erreichte die Band innerhalb kurzer Zeit eine große Fangemeinde.

### 2001–2006:IowaundVol. 3 (The Subliminal Verses)

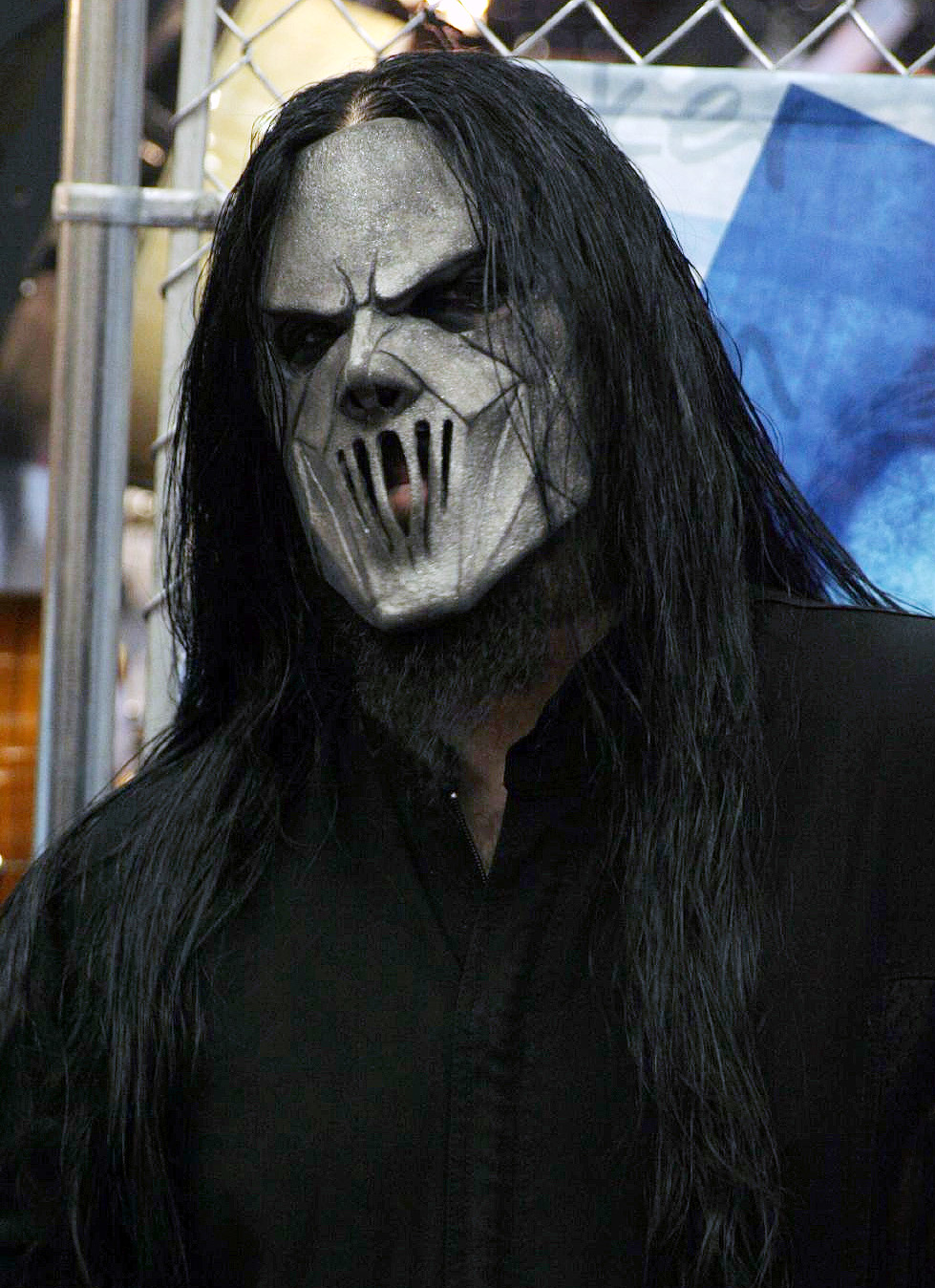
Mick Thomson maskiert auf der NAMM Show, 2005

Iowa, das Album von 2001, konnte den Erfolg noch vergrößern: Es erreichte Platz 3 der Billboard Magazine Albumcharts und Platz 1 der britischen Albumcharts.
Nach dem Auftritt beim Two-Days-a-Week-Festival im Sommer 2002 folgte eine längere Kreativpause, in der sich verschiedene Bandmitglieder ihren Soloprojekten widmeten. Gegen Ende des Jahres 2003 zog sich die Band auf das Anwesen des Produzenten Rick Rubin zurück, der bereits mit einem breiten Spektrum verschiedenster Künstler – von Johnny Cash über die Beastie Boys bis Slayer – zusammengearbeitet hat.
Das Ergebnis der Aufnahmen ist Vol. 3 (The Subliminal Verses), das im Mai 2004 erschien. Erstmals sind auch ruhigere Titel wie zum Beispiel Vermilion Pt.2 und Circle auf dem Album zu hören. Am 28. Oktober 2005 erschien mit 9.0: Live ein Doppel-Livealbum, welches Tonaufnahmen aus mehreren Konzerten der Welttournee zusammenfasste. Anfang 2006 wurde der Band für Before I Forget der Grammy Award for Best Metal Performance verliehen.

### 2007–2010:All Hope is Goneund Paul Grays Tod
Nach Angaben der Band begannen Ende 2007 die Arbeiten zu ihrem Album All Hope Is Gone. Es erschien in den USA am 20. August 2008, die Veröffentlichung in europäischen Ländern folgte ab dem 22. August. Als erste Single wurde Psychosocial am 30. Juni 2008 publiziert.
Am 24. Mai 2010 verstarb der Bassist der Band, Paul Gray, in einem Hotel in Iowa. Die Obduktion ergab, dass Gray aufgrund einer Überdosis des Schmerzmittels Morphium in Kombination mit Fentanyl gestorben war und zudem an schweren Herzproblemen gelitten hatte. Aufgrund dieses Ereignisses gab Gitarrist James Root bekannt, eine mindestens zweijährige Pause mit der Band einzulegen. Schon vor dem Tod von Paul Gray hatte Joey Jordison ein neues Album angekündigt. In einem Interview nach dem Tod wiederholte er, dass es sicher ein weiteres Werk von Slipknot geben würde. Im September 2010 veröffentlichen Slipknot als inoffizielles Vermächtnis zu Gray die DVD (sic)nesses.

### 2011–2013: Comeback,Antennas to Hellund Ausstieg von Joey Jordison

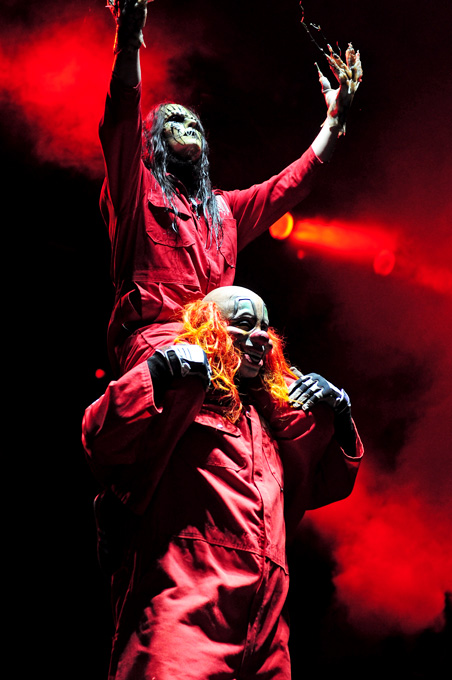
Joey Jordison auf den Schultern von Shawn Crahan während eines Konzerts auf dem Soundwave Festival 2012

Slipknot meldete sich im Jahr 2011 für mehrere Auftritte zurück, bei welchen Slipknot-Gründungsmitglied Donnie Steele als Tourmitglied und naher Freund des verstorbenen Paul Gray am Bass stand. Die Auftritte begannen als Headliner auf dem Sonisphere Festival am 17. Juni in Athen und endeten bei Rock in Rio am 25. September 2011.
Bei ihrem Auftritt auf dem Sonisphere Festival in Athen trugen die Bandmitglieder als Erinnerung an den verstorbenen Paul Gray wieder ihre roten Overalls sowie teilweise ihre alten Masken aus der Zeit des ersten Albums. Zudem stand ein Ständer auf der Bühne, über dem ein weiterer Overall hing und der die Maske Grays trug. Auch bei ihrem Auftritt im Rahmen des Musikfestivals Rock in Rio in Rio de Janeiro am 25. September 2011 waren sie in den roten Overalls zu sehen. Dort verweigerten sie den akkreditierten Journalisten Fotoaufnahmen der Band aus dem Bühnenbereich heraus.
Am 11. Juni 2012 kündigte die Band das Best-Of-Album Antennas to Hell an. In einem Boxset befinden sich zusätzlich auf einer zweiten CD der Mitschnitt der (sic)nesses-DVD. Auf einer weiteren DVD befinden sich sämtliche Musikvideos. In Deutschland wurde die Kompilation am 20. Juli veröffentlicht. Des Weiteren plante die Band ein eigenes Festival auszutragen. Das Knotfest wurde am 17. und 18. August in Council Bluffs, Iowa bzw. in Minneapolis, Minnesota ausgetragen. Slipknot fungierten an beiden Abenden als Headliner. Weitere bestätigte Acts waren u. a. die Deftones, Lamb of God und Serj Tankian.
Mitte Dezember 2013 gab Slipknot bekannt, dass Gründungsmitglied Joey Jordison aus der Band ausgestiegen ist. Dieser wiederum verkündete am Neujahrstag 2014, dass er aus der Band geworfen worden sei und die Band nicht auf eigenen Wunsch verlassen habe.

### 2014–2017: Erstes Studioalbum nach sechs Jahren:.5: The Gray Chapter
Anfang August 2014 wurde mit The Negative One das erste Lied Slipknots ohne Beteiligung des verstorbenen Bassisten Paul Gray und des ehemaligen Schlagzeugers Joey Jordison vorgestellt. Corey Taylor bestätigte zuvor, dass es sich bei dem Song eher um ein Geschenk für die Fans handle und nicht um eine Single an sich.

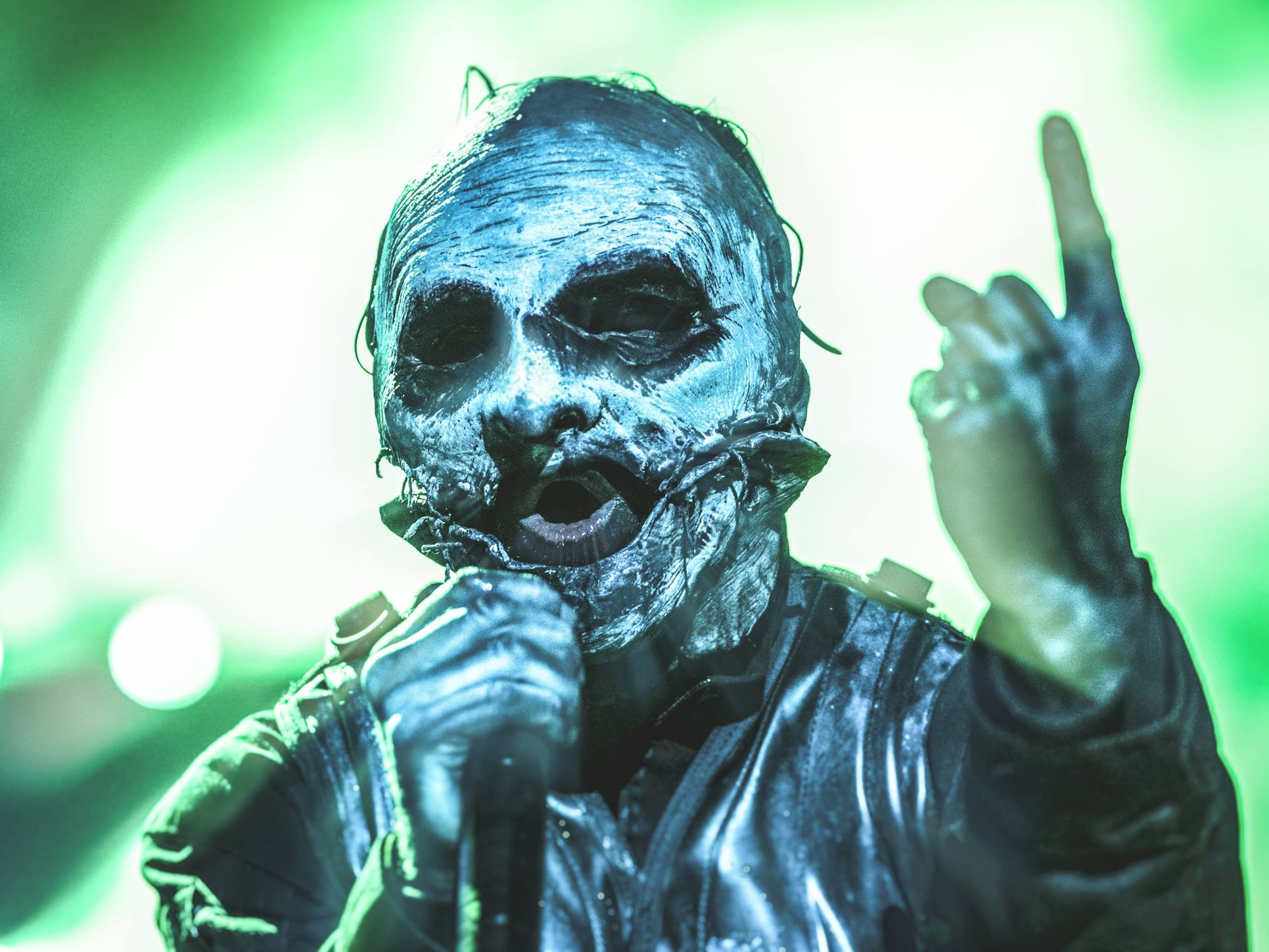
Corey Taylor live im Jahr 2016

Kurze Zeit später wurde mit The Devil in I die erste Singleauskopplung veröffentlicht. Die Band veröffentlichte kurz darauf auch den Titel des neuen Albums und das Cover. Am 12. September erschien ein Musikvideo zu dem Lied, in dem nicht nur die neuen Masken, sondern auch erstmals der neue Drummer und der neue Bassist gezeigt wurden. Letzterer wurde anhand seiner Tattoos als Alex Venturella identifiziert.
Das Album .5: The Gray Chapter wurde am 17. Oktober veröffentlicht. Neben dem Ausscheiden von Joey Jordison kam es ebenfalls zu Konflikten zwischen Gitarrist James Root und Sänger Corey Taylor. Diese resultierten daraus, dass Root von Taylor aus der Band Stone Sour geworfen worden war.
Von Oktober 2014 bis Februar 2015 tourte die Band mit Korn und King 810 in der Prepared for Hell Tour . Die Band gab im Januar 2015 bekannt, im Sommer zusammen mit Lamb of God, Bullet for My Valentine und Motionless in White in der Summer’s Last Stand Tour zu touren.
Im Dezember 2014 tauchten Bilder auf der Foto-Sharing Website Instagram auf, die bestätigten, dass Jay Weinberg der neue Schlagzeuger bei Slipknot ist. Das Foto wurde von einem kurz zuvor entlassenen Crew-Mitglied von Slipknot gepostet und zeigte eine Backstageliste mit allen Namen der Bandmitglieder. Das vormalige Crew-Mitglied handelte wohl aus Rache.

### 2018–2020: Neue Single und sechstes StudioalbumWe Are Not Your Kind
Am 31. Oktober 2018 veröffentlichten Slipknot eine neue Single namens All Out Life.
Am 18. März 2019 veröffentlichte die Band ein Statement, in welchem mitgeteilt wurde, dass Chris Fehn nicht länger Bestandteil der Band ist. Dem Ende seiner Bandmitgliedschaft ist eine Anschuldigung Fehns vorausgegangen, in der er Sänger Corey Taylor und Shawn Crahan der Unterschlagung beschuldigt. Unklar ist, ob Fehn freiwillig gegangen ist oder aus der Band geworfen wurde. Auf der Homepage der Band findet sich ein Statement:

“Slipknot’s focus is on making album #6, and our upcoming shows around the world, our best ever. Chris knows why he is no longer a part of Slipknot. We are disappointed that he chose to point fingers and manufacture claims, rather than doing what was necessary to continue to be a part of Slipknot. We would have preferred he not take the path that he has, but evolution in all things is a necessary part of this life.
Long Live The Knot.”

„Slipknot konzentriert sich darauf, das sechste Album zu produzieren und unsere kommenden Shows auf der ganzen Welt zu unseren besten zu machen. Chris weiß, warum er nicht länger ein Teil von Slipknot ist. Wir sind enttäuscht, dass er sich entschieden hat, mit dem Finger auf uns zu zeigen und Behauptungen aufzustellen, anstatt das zu tun, was notwendig war, um weiterhin ein Teil von Slipknot zu sein. Wir hätten es lieber gesehen, wenn er diesen Weg nicht eingeschlagen hätte, aber die Entwicklung aller Dinge ist ein notwendiger Teil des Lebens.
Lang lebe The Knot.“

Das sechste Studioalbum We Are Not Your Kind wurde schließlich am 9. August 2019 veröffentlicht.

### Seit 2021: Tod von Joey Jordison und siebtes StudioalbumThe End, So Far
Am 26. Juli 2021 starb Joey Jordison, der bis 2013 als Schlagzeuger in der Band aktiv war.
Slipknot veröffentlichte 2021 zudem zwei weitere Singles (The Chapeltown Rag am 5. November 2021 und The Dying Song (Time To Sing) am 20. Juli 2022), die Teil des siebten Studioalbums The End, So Far sind, das am 30. September 2022 veröffentlicht wurde. The End, So Far stellt das Ende der Beziehung zwischen Slipknot und dem Label Roadrunner Records dar.
Am 8. Juni 2023 teilte die Band mit, dass sie mit Craig Jones getrennte Wege geht. Am 9. Juni 2023 wurde dann die erste EP von Slipknot veröffentlicht, die den Namen Adderall trägt und 6 Songs enthält.
Am 5. November 2023 wurde auf der Website der Band die Trennung vom Schlagzeuger Jay Weinberg bekanntgegeben. Bei einem Konzert in Kalifornien am 25. April 2024 traten erstmalig die neuen Bandmitglieder Eloy (Schlagzeug) und Jeff (Sampler) auf. Ende 2024 geht die Band auf Tour in Westeuropa.
Anfang 2025 wurde das Knotfest in Australien gespielt und es gab mehrere Konzerte in Australien und Neuseeland. Anfang Juni startet die Band ihre Europatour.

## Bandmitglieder und Auftreten
Alle Slipknot-Mitglieder treten als Band immer maskiert auf. Ausnahmen bilden das Musikvideo zu Before I Forget, in welchem einzelne unmaskierte Gesichtsausschnitte zu sehen sind und ein Interview auf der DVD Voliminal: Inside the Nine, bei dem die Band unverkleidet zu Fragen Stellung bezieht.
Slipknots Bühnenoutfits, zumeist Overalls, sind einheitlich, während die Gesichtsmasken individuell gestaltet sind und im Laufe der Zeit diversen Veränderungen unterworfen waren. Die Masken sollen dabei jeweils eine Beziehung zum Leben ihrer Träger haben oder auf charakterliche Eigenschaften hinweisen.
Für jedes der neun Bandmitglieder steht eine Nummer von 0 bis 8. Diese Nummern finden sich unter anderem auf ihren Bühnenoutfits wieder, einige Mitglieder tragen ihre Nummer in Form von Tätowierungen oder entsprechendem Schmuck ihrer Instrumente zur Schau.

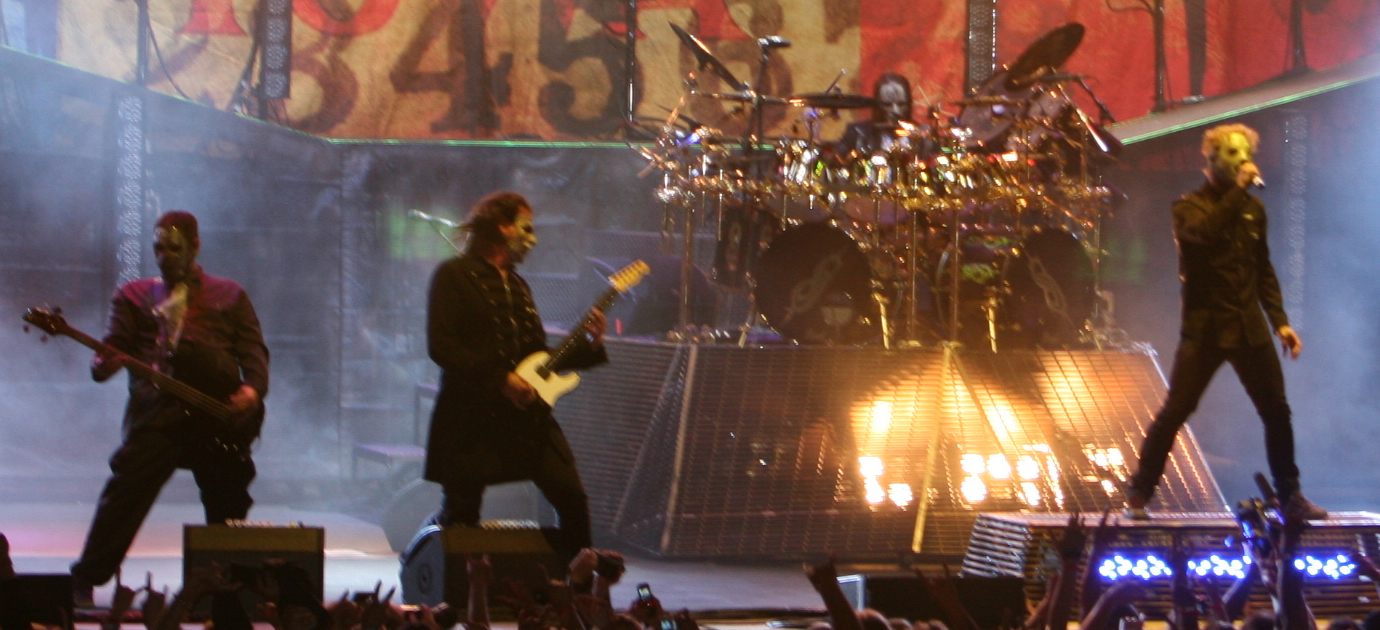
Slipknot live auf dem Mayhem Festival, 2008

### Aktiv
- 0: Sid Wilson (* 20. Januar 1978) ist DJ der Band. Sein Soloprojekt nennt sich DJ Starscream. Für Stone Sour hat er auf drei Stücken gescratcht.
- 4: James Root (* 2. Oktober 1971) ist an der Rhythmusgitarre bei Slipknot und ist seit dem gleichnamigen Album Teil der Band. Früher spielte er noch bei Stone Sour, Atomic Opera und Deadfront.
- 6: Shawn Crahan (* 24. September 1969) ist für die Perkussion und den Background-Gesang zuständig. Er ist verheiratet und hat vier Kinder. Crahan ist Mitgründer von Slipknot und spielt auch Schlagzeug bei To My Surprise. Außerdem hat er sich bereits als Produzent einiger Werke einen Namen gemacht, unter anderem bei Mudvayne.
- 7: Mick Thomson (* 3. November 1973) ist Leadgitarrist. Vor der Gründung von Slipknot gab er Gitarrenunterricht und spielte bei Body Pit.
- 8: Corey Taylor (* 8. Dezember 1973) ist der Sänger. Neben Slipknot ist er noch Mitglied in der Band Stone Sour, die er mitbegründete.
- Alex Venturella (* 7. März 1978) ist seit Mai 2015 Bassist der Band. Er ersetzte somit den verstorbenen Paul Grey. Zuvor war er bereits als Gitarrentechniker bei Slipknot tätig.
- Michael Pfaff (* 17. Mai 1980) spielt seit März 2019 Perkussion bei Slipknot. Seinen ersten Auftritt in der Band hatte er im Musikvideo zu Unsainted.
- Eloy Casagrande (* 29. Januar 1991) spielt seit April 2024 Schlagzeug bei Slipknot
- Jeff Karnowski

### Ehemalig
- 1: Joey Jordison (* 26. April 1975 als Nathan Jonas Jordison; † 26. Juli 2021) spielte bis Mitte Dezember 2013 bei Slipknot Schlagzeug. Er war auch Gitarrist der Band Murderdolls. Zusammen mit Paul Gray und Corey Taylor hat er fast alle Slipknot-Songs geschrieben. Er spielte vor Slipknot unter anderem bei Modificious (mit Craig Jones), Anal Blast (mit Paul Gray) und Acanga. Von ihm und Chris Fehn stammt auch die Bezeichnung „Maggots“ (engl. „Maden“) für die Fans der Band. Wie seine Familie informiert, sei er mit 46 Jahren friedlich im Schlaf gestorben.
- 2: Paul Gray (* 8. April 1972 in Los Angeles; † 24. Mai 2010 in Urbandale, Iowa) spielte E-Bass. Zusammen mit Shawn Crahan gründete er Slipknot. Vor Slipknot war Gray Mitglied bei den Bands Vexx, Body Pit, Anal Blast und Inveigh Catharsis. Er wurde am 24. Mai 2010 in einem Hotelzimmer tot aufgefunden.
- 3: Chris Fehn (* 24. Februar 1973) war bis Anfang 2019 für die Perkussion und den Background-Gesang zuständig. Vor Slipknot war er bei der Band Shed.
- 5: Craig Jones (* 11. Februar 1972) war bis Juni 2023 für das Sampling zuständig. Früher spielte er Gitarre in der Band.
- Jay Weinberg (* 8. September 1990) war bis November 2023 Schlagzeuger bei Slipknot. Er war an 3 Studioalben der Band beteiligt.

## Kontroversen um Slipknot
Nach dem Amoklauf von Erfurt im April 2002 berichtete die britische Zeitung Sun, der Attentäter Robert Steinhäuser sei durch einen Slipknot-Song mit dem Titel „School Wars“ zu seinem Amoklauf inspiriert worden. Eine vermeintlich daraus zitierte Textzeile des Songs lautete „Shoot your naughty teachers with a pump gun“ (zu Deutsch: Erschieße deine bösen Lehrer mit einer Pump Gun). Ein solcher Song der Band existiert jedoch nicht.
Ebenso strahlten Fernsehsender Ausschnitte aus dem Lied „Eyeless“ aus und bezogen die Textstelle „how many times have you wanted to kill“ (zu Deutsch: Wie oft wolltest du töten?) auf Lehrer, obwohl das Lied keinen schulischen Kontext hat. In einer offiziellen Stellungnahme der Band heißt es:

„Unser tiefstes Mitgefühl gilt den Opfern und deren Angehörigen, die unter diesem sinnlosen Gewaltakt leiden müssen. Es ist jedoch grotesk, einer Band oder einem bestimmten Musikstil die Schuld für diese Tat zu geben. Slipknot schrieben keinen Song mit dem Titel „School Wars“, und würden niemals Menschen dazu aufrufen, andere zu töten. Wir sind ein Hoffnungsschimmer für die Jugendlichen, kein Sündenbock für Massaker dieser Art. Indem wir denjenigen, die unter der Tat und deren Folgen leiden, unser aufrichtiges Beileid aussprechen, übernehmen wir dennoch keine Verantwortung dafür. Um es noch einmal zu betonen: Wir beten für die Familien der Opfer. Danke.“

Ein ähnlicher Vorfall ereignete sich im Sommer 2008, einige Tage vor der Veröffentlichung des neuen Albums All Hope Is Gone: Ein 18-jähriger Schüler aus Südafrika tötete einen Mitschüler und verletzte zwei weitere Personen. Der Täter hatte während seiner Tat eine Maske getragen, die Ähnlichkeiten zu Corey Taylors Bühnenoutfit hat.
Trotz dieser Tatsachen wurde die Band allerdings von der lokalen Polizei entlastet; der Frontmann sagte dazu:

„Natürlich bin ich beunruhigt, dass Leute verletzt wurden und jemand gestorben ist. Meine Verantwortung dafür endet aber auch genau dort, weil ich weiß, dass unsere Botschaft eigentlich ziemlich positiv ist.“

Im August 2005 verklagte die Band die Schnellimbisskette Burger King, da sie die Band Coq Roq zu Werbezwecken eingesetzt hat, die den Stil und das Auftreten Slipknots in Form des Tragens von Overalls und Masken kopiert haben.

## Diskografie

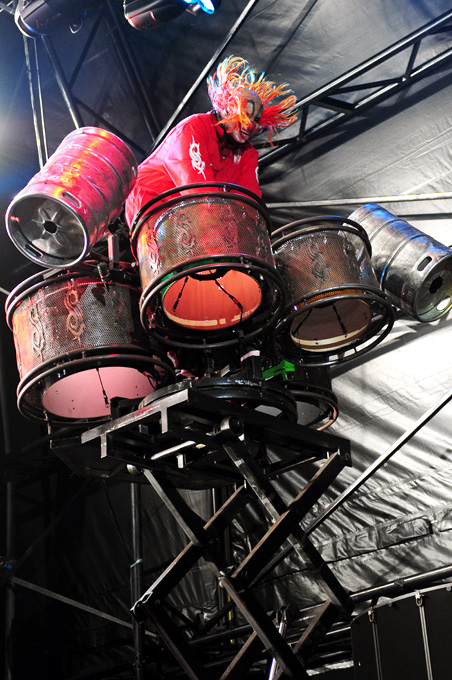
Crahan beim Soundwave Festival 2012

Studioalben

| Jahr | Titel Musiklabel                                         | Höchstplatzierung, Gesamtwochen, AuszeichnungChartplatzierungen (Jahr, Titel, Musiklabel, Platzierungen, Wochen, Auszeichnungen, Anmerkungen) | Höchstplatzierung, Gesamtwochen, AuszeichnungChartplatzierungen (Jahr, Titel, Musiklabel, Platzierungen, Wochen, Auszeichnungen, Anmerkungen) | Höchstplatzierung, Gesamtwochen, AuszeichnungChartplatzierungen (Jahr, Titel, Musiklabel, Platzierungen, Wochen, Auszeichnungen, Anmerkungen) | Höchstplatzierung, Gesamtwochen, AuszeichnungChartplatzierungen (Jahr, Titel, Musiklabel, Platzierungen, Wochen, Auszeichnungen, Anmerkungen) | Höchstplatzierung, Gesamtwochen, AuszeichnungChartplatzierungen (Jahr, Titel, Musiklabel, Platzierungen, Wochen, Auszeichnungen, Anmerkungen) | Höchstplatzierung, Gesamtwochen, AuszeichnungChartplatzierungen (Jahr, Titel, Musiklabel, Platzierungen, Wochen, Auszeichnungen, Anmerkungen) | Anmerkungen                                                 |
| Jahr | Titel Musiklabel                                         | DE | AT | CH | UK | US | Rock | Anmerkungen                                                 |
| ---- | -------------------------------------------------------- | --- | --- | --- | --- | --- | --- | ----------------------------------------------------------- |
| 1999 | Slipknot Roadrunner Records (WMG)                        | DE8 a (3 Wo.)DE | AT44 b (4 Wo.)AT | — | UK37 Platin · (24 Wo.)UK | US51 ×2Doppelplatin · (77 Wo.)US | — | Erstveröffentlichung: 29. Juni 1999 Verkäufe: + 2.775.500   |
| 2001 | Iowa Roadrunner Records (WMG)                            | DE4 Gold · (10 Wo.)DE | AT8 (10 Wo.)AT | CH13 (8 Wo.)CH | UK1 Platin · (13 Wo.)UK | US3 Platin · (17 Wo.)US | Rock21 c (1 Wo.)Rock | Erstveröffentlichung: 21. August 2001 Verkäufe: + 1.835.500 |
| 2004 | Vol. 3: (The Subliminal Verses) Roadrunner Records (WMG) | DE2 Gold · (17 Wo.)DE | AT5 (14 Wo.)AT | CH8 (14 Wo.)CH | UK5 Platin · (11 Wo.)UK | US2 Platin · (64 Wo.)US | — | Erstveröffentlichung: 21. Mai 2004 Verkäufe: + 1.825.000    |
| 2008 | All Hope Is Gone Roadrunner Records (WMG)                | DE2 Gold · (21 Wo.)DE | AT2 Gold · (14 Wo.)AT | CH1 (11 Wo.)CH | UK2 Gold · (8 Wo.)UK | US1 Platin · (70 Wo.)US | Rock1 (34 Wo.)Rock | Erstveröffentlichung: 20. August 2008 Verkäufe: + 1.485.000 |
| 2014 | .5: The Gray Chapter Roadrunner Records (WMG)            | DE2 Gold · (14 Wo.)DE | AT2 Platin · (9 Wo.)AT | CH1 (7 Wo.)CH | UK2 Gold · (12 Wo.)UK | US1 Gold · (21 Wo.)US | Rock1 (44 Wo.)Rock | Erstveröffentlichung: 15. Oktober 2014 Verkäufe: + 828.500  |
| 2019 | We Are Not Your Kind Roadrunner Records (WMG)            | DE2 (11 Wo.)DE | AT3 Gold · (10 Wo.)AT | CH2 (8 Wo.)CH | UK1 Gold · (7 Wo.)UK | US1 (8 Wo.)US | Rock1 (8 Wo.)Rock | Erstveröffentlichung: 9. August 2019 Verkäufe: + 273.000    |
| 2022 | The End, So Far Roadrunner Records (WMG)                 | DE1 (6 Wo.)DE | AT4 (4 Wo.)AT | CH1 (5 Wo.)CH | UK1 (2 Wo.)UK | US2 (3 Wo.)US | Rock1 (2 Wo.)Rock | Erstveröffentlichung: 30. September 2022                    |

grau schraffiert: keine Chartdaten aus diesem Jahr verfügbar